# Абдул Сатар Едхи
Абдул Сатар Едхи (на урду: عبدالستار ایدھی) е пакистански общественик.

## Биография
Той е роден на 1 януари 1928 година в Бантва, Гуджарат, но след създаването на независима Индия семейството му е принудено да се изсели в Карачи. Въпреки скромния си произход, Едхи започва да се занимава с благотворителна дейност от ранна възраст. Основаната от него Фондация „Едхи“ се разраства непрекъснато, и в началото на XXI век администрира над 300 учреждения, като кухни за бедни, центрове за наркозависими, домове за изоставени жени и деца, клиники за умствено болни.